# Blakenhall (Cheshire)
Blakenhall – osada i civil parish w Anglii, w hrabstwie ceremonialnym Cheshire, w dystrykcie (unitary authority) Cheshire East. W 2011 roku civil parish liczyła 283 mieszkańców. Blakenhall jest wspomniana w Domesday Book (1086) jako Blachenhale.